# Gangasamudra, Holalkere
Gangasamudra là một làng thuộc tehsil Holalkere, huyện Chitradurga, bang Karnataka, Ấn Độ.